# Стяг (журнал)
«Стяг» — євангельсько-лютеранський місячник, виходив у Станиславові (1932 — 39); ред. пастор Теодор Ярчук.
Перший номер вийшов 6 листопада 1932 р. Редакція містилася за адресою: Станиславів, вул. Колійова, 15. Спочатку місячник виходив у форматі газети, згодом виходив вже як журнал.
В журналі також продавалася реклама (одне слово коштувало 0.05 злотого).
«Стяг» поширювався за гроші. Один примірник коштував 10 сотиків, а річна й піврічна передплати коштували відповідно 1.20 злотих та 0.60 злотого.
Відновлений 1996 р. Редактор — Горпинчук В'ячеслав Володимирович.